# Mathew Knowles
Mathew Knowles född 9 januari 1952, är en amerikansk skivchef, manager och affärsman. Han är mest känd för att vara manager för Destiny's Child. Han hanterade också solokarriärerna för hans döttrar Beyoncé Knowles och Solange Knowles. 